# Alexander Pinthus
Alexander Pinthus (* 30. Juli 1893 in Nordhausen; † 1981 in Haifa) war ein deutscher Architekt und Hochschullehrer für Städtebau in Haifa.

## Leben und Karriere
Alexander Pinthus besuchte die Mittelschule und dann das Realgymnasium in seiner Geburtsstadt, wo er 1912 das Abitur ablegte. Danach studierte er Hochbau, Volkswirtschaft und Städtebau an der Technischen Hochschule Aachen, bis er 1914 als Soldat in den Ersten Weltkrieg ziehen musste. Am 11. Juni 1915 wurde er in einer Verlustliste als „durch Unfall leicht verletzt“ gemeldet.
Erst ab 1919 konnte er an der Technischen Hochschule Hannover sein Architekturstudium fortsetzen und mit der Diplom-Hauptprüfung abschließen. Von 1923 bis 1929 hatte er eine Anstellung bei der Stadt Köln, wobei er ab 1925 im Haus Konradstraße 5 wohnte. In den Jahren 1929 und 1930 war er Angestellter der Stadt Berlin. Mit seiner Dissertation Die Judensiedlungen der Deutschen Städte, Eine Stadtbiologische Studie wurde er 1929 an der Technischen Hochschule Hannover zum Dr.-Ing. promoviert. 1933 emigrierte Pinthus nach Palästina. Er wurde Professor für Städtebau am Technion in Haifa.
Der Autor Wolfram Hagspiel nimmt an, dass Alexander Pinthus mit Kurt Pinthus verwandt war und der Familie Pinthus angehörte, zu deren Mitgliedern auch die Mitinhaber des Nordhäuser Kaufhauses Pinthus & Ahlfeld gehörten.

## Schriften
- Studien über die bauliche Entwicklung der Judengassen in den deutschen Städten. In: Zeitschrift für die Geschichte der Juden in Deutschland, 2, 1930, S. 101–130; 3, 1930, S. 197–217 (online auf 1848.ub.uni-ffm.de); 4, 1931, S. 284–300.
- Ein Vorschlag zur Analyse von Bebauungsplänen. 1962.